# Mariä Himmelfahrt (Seekirch)

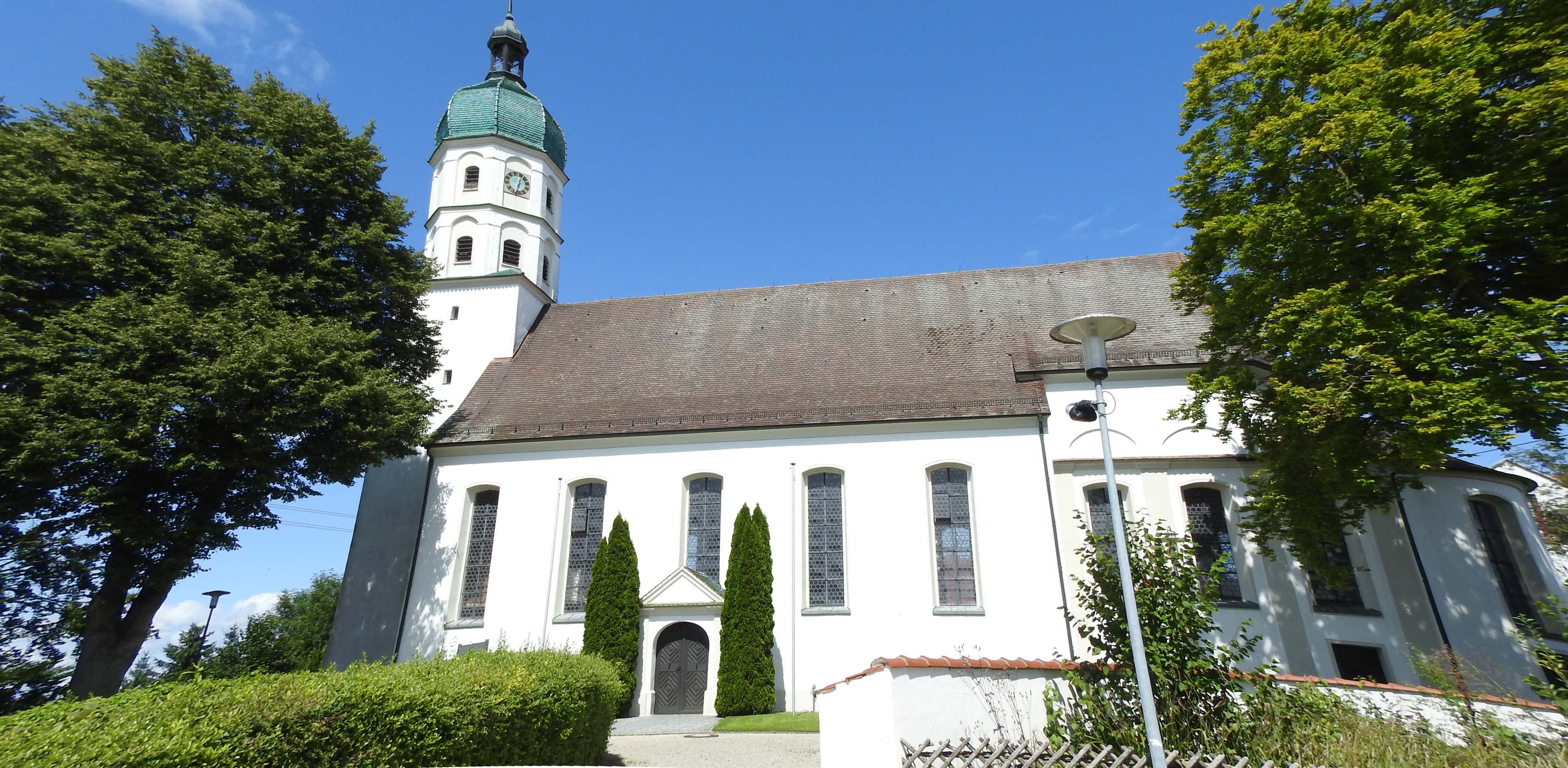
Mariä Himmelfahrt in Seekirch

Die römisch-katholische Pfarrkirche Mariä Himmelfahrt steht in Seekirch, einer kleinen Gemeinde im Landkreis Biberach in Baden-Württemberg. Die Kirchengemeinde gehört zum Dekanat Biberach der Diözese Rottenburg-Stuttgart. Das Bauwerk ist beim Landesamt für Denkmalpflege Baden-Württemberg als Baudenkmal eingetragen.

## Beschreibung
Der Innenraum der 1616 errichteten Saalkirche wurde 1713 barockisiert. Ihr Langhaus ist innen mit einer Flachdecke überspannt. An den eingezogenen, dreiseitig geschlossenen Chor im Osten ist eine zweistöckige, halbrund geschlossene Sakristei angebaut. Die unteren, quadratischen Geschosse des Kirchturms wurden achteckig aufgestockt, um die Turmuhr und den Glockenstuhl unterzubringen, und mit einer Zwiebelhaube bedeckt, die von einer Laterne gekrönt wird.
Die Fresken im Innenraum des Langhauses stammen von Franz Martin Kuen, die im Chor von Franz Sigrist. Die Kanzel hat Francesco Pozzi gebaut. Auf dem Altarretabel des Hochaltars wurde 1774 die Krönung Mariens dargestellt. Die Werkstatt von Johann Joseph Christian hat um 1758 mehrere Statuen aufgestellt.